# Parakanchia
Parakanchia is een geslacht van vlinders van de familie spinneruilen (Erebidae), uit de onderfamilie Lymantriinae.

## Soorten
- P. cyclops Collenette, 1951
- P. irregularis Bethune-Baker, 1904
- P. opaca Collenette, 1955